# Леонардо Вотч
Леонардо Вотч (яп. レオナルド・ウォッチ, Реонарудо Вотті) — вигаданий персонаж манґи Blood Blockade Battlefront автора Найто Ясухіро, та заснованого на ній аніме. Леонардо — добрий і скромний молодий фотограф, який прибув до заселеного інопланетянами міста Новий Єрусалим, щоб допомогти своїй хворій сестрі. Перед цим невідома сутність дала йому «Всевидячі Очі Богів» (яп. 神々の義眼, Kamigami no Gigan), наділивши хлопця різноманітними потужними очними здібностями, але ціною зору його сестри. Щоб забезпечити її, Леонардо знаходить роботу в якості члена таємної організації «Лібра», яка захищає вулиці міста від біди та не дає його жахам поширитися на зовнішній світ. Героя озвучують Осака Рьота у vcomic та Сакаґуті Дайсуке в аніме.
Найто створив Леонардо героєм, який є звичайним спостерігачем зіткнення між надприродними силами, головною основою якого є цивільна сторона Людини-павука з Marvel Comics. Леонардо отримав неоднозначні відгуки у публікаціях для манґи, аніме та інших ЗМІ через свою постійну потребу в допомозі та слабкість загалом у порівнянні з іншими членами «Лібри». Тим не менш, його стосунки з Вайт і Блеком під час кульмінації першого сезону аніме, а також зображення цих стосунків, отримали позитивну реакцію.

## Історія створення

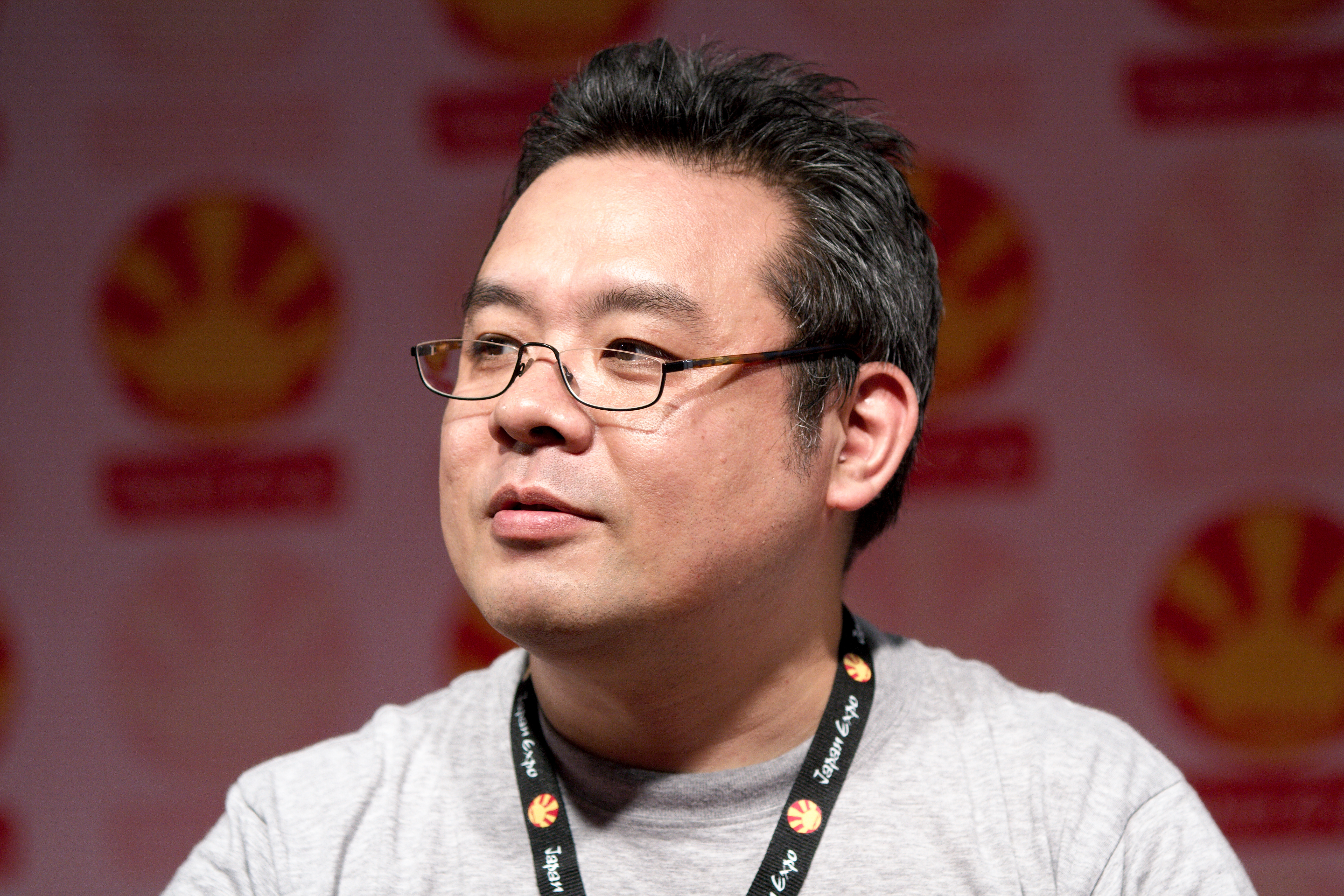
Найто Ясухіро

Леонардо Вотч був створений автором манґи Найто Ясухіро. Коли Найто запитали, як «описати Лео одним реченням», він відповів: «той, хто бачить». Автор сказав, що герой отримав роль спостерігача, який «дивиться» на події Нового Єрусалиму з точки зору звичайного громадянина, цією характеристикою обумовлено його прізвище, Вотч (англ. Watch, дос. «дивитись»). У подальшому аналізі Найто стверджує, що це важлива роль для місця, де є багато ненормальних людей і речей. Його характеристика, як самопроголошеного репортера, була натхненна Пітером Паркером, головним героєм фільму 2002 року «Людина-павук» режисера Сема Реймі.
Режисер аніме Мацумото Ріе виявила проблеми з адаптацією манґи Blood Blockade Battlefront через брак в оповіді надмірної структури. В результаті вона взяла за основу сюжету стосунки Леонардо і Мішелли в першому сезоні аніме. Це призвело до створення Блека та Вайт, брата і сестри, яких Леонардо зустрів як друзів, і які в кульмінаційний момент були втягнуті в конфлікт. Художник манґи Найто Ясухіро схвалив цю сюжетну лінію.

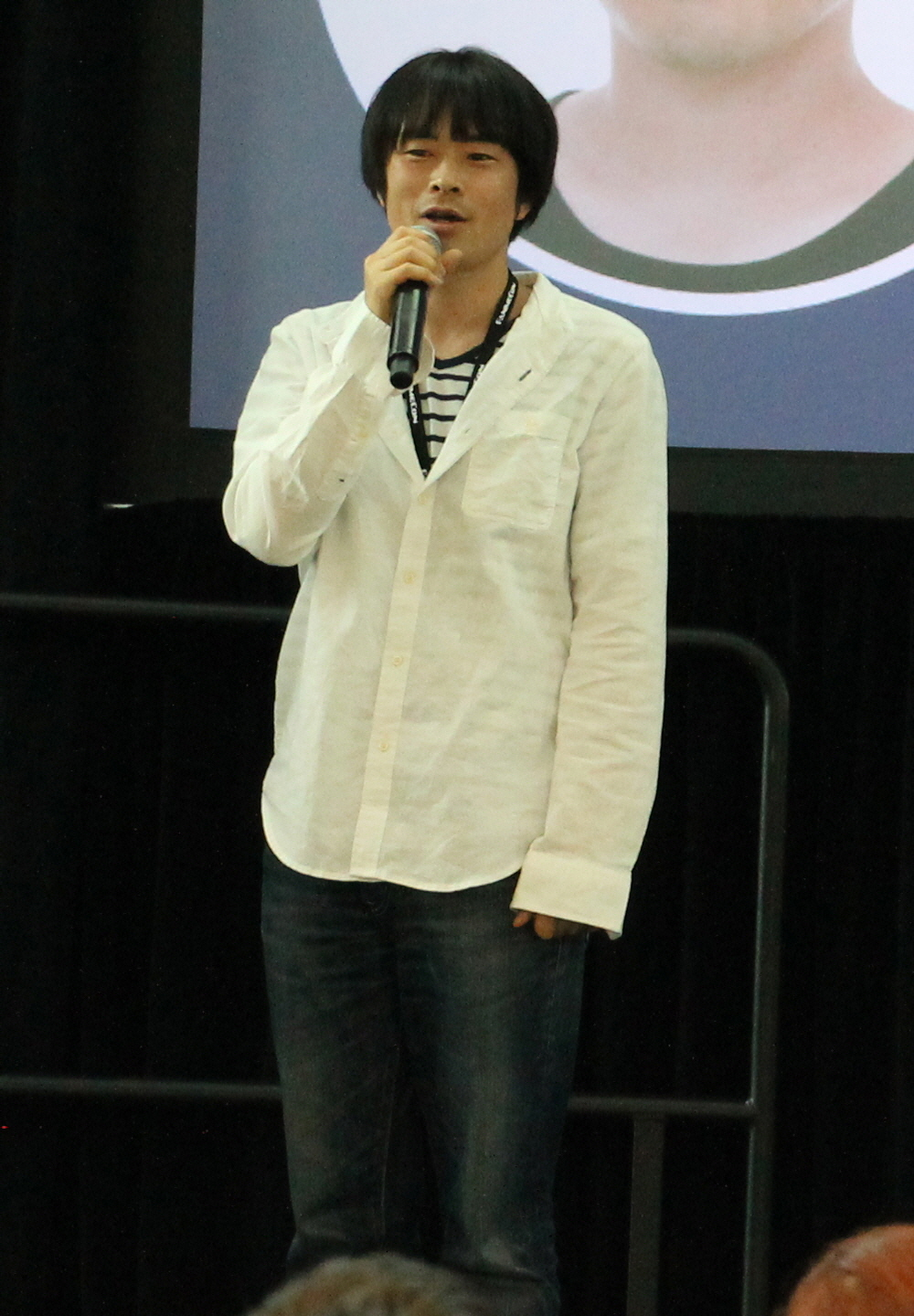
Сакаґуті Дайсуке — актор озвучення Леонардо

Персонажа озвучує Осака Рьота у vcomic та Сакаґуті Дайсуке в аніме. Сакаґуті пригадує, що був схвильований, дізнавшись про роль Леонардо через привабливість міста з Blood Blockade Battlefront. Через те, що герой має багато реплік, актор зазначив, що робота була складною, і тому хотів показати видатну продуктивність. Він порівнював Леонардо з глядачем аніме у тому, як розказана історія їм обом, і тому визнав цю роботу цікавою. Крім того, Сакаґуті зазначив, що, хоча аніме може бути жорстким, є деякі комічні сцени, до яких він хотів би привернути увагу глядачів.

## Біографія

### Манґа
Леонардо Вотч — молодий чоловік, чия особлива сила, «Всевидячі Очі» привертає увагу «Лібри», спеціальної організації, яка наводить порядок у Новому Єрусалимі, регіоні Нью-Йорка, де всілякі надприродні істоти співіснують з людьми. Увійшовши в місто, Леонардо намагається знайти «Лібру», але його фотоапарат викрадає мавпа. Тоді герой дізнається про терористичну атаку та через Всевидячі Очі дізнається, що мавпа несла бомбу. Як тільки він деактивує бомбу, Леонардо стає членом «Лібри». Він гладить мавпочку, назвавши її Соніком, та починає працювати з групою, щоб забезпечити свою сестру Мішеллу.
Протягом манґи Леонардо знайомиться з багатьма містянами та дружить зі своїми колегами з «Лібри», герой дізнається, що Мішелла виходить заміж і хоче, щоб він побачив її майбутнього чоловіка. Незважаючи на те, що спочатку хлопець був радий, що його сестра виходить заміж, Лео був приголомшений, дізнавшись, що наречений має власну небезпечну таємницю: він безпосередньо пов’язаний із Всевидячими Очима Богів. З огляду на те, що його сестра в заручниках, а «Лібра» не підтримує, Леонардо не має іншого вибору, як виконувати накази доктора Ґамімозу (який і керував нареченим). Герой використовує свій розум і наполегливість, щоб відволікти доктора Ґамімозу на досить довгий час, щоб «Лібра» встигла врятувати їх. Після одужання Клаус, голова організації, каже пораненому Леонардо, що той став сильнішою людиною відтоді, як приєднався до «Лібри», і цим пишається.

### Аніме
В аніме Леонардо знайомиться з Вайт, загадковою дівчиною, з якою він потоваришував, і яку стає часто відвідувати в лікарні. Брат Вайт, Блек, керований духом сутності, відомої як Король Відчаю, використовує силу очей Лео, щоб розпалити величезну катастрофу у Новому Єрусалимі під час Хелловіну. Побачивши хаос, який спричинив Король Відчаю, Леонардо мандрує містом, дістатися до брата і сестри йому допомагають члени «Лібри». Знайшовши злодія, Леонардо бачить Блека, який стоїть позаду і плаче, кажучи, що не хоче вмирати, а хоче жити. Коли Лео намагається використати очі проти Королю Відчаю, останній агресивно відштовхує героя і наказує Блеку іти спати. Вайт фактично виганяє Короля Відчаю зі свого брата, але стає частиною печатки, яка захищає місто. Показано, що Блек здалеку спостерігає за плачем Лео, який розмовляє з Вайт так, ніби вона все ще жива. Він називає Леонардо своїм героєм, коментуючи, що той виглядав сміливим, навіть коли плакав.
В OVA члени «Лібри» залицяються до надзвичайно багатих потенційних спонсорів у потойбічному ресторані, але виявлчють, що їжа, яку там подають, така смачна, що зводить їх з розуму. Леонардо знаходить малоймовірного союзника в особі Фемта, коли кухонний персонал опинився під зовнішньою загрозою.

## Критика і популярність

### Критика
Реакція критиків на роль Леонардо в манзі була неоднозначною. У той час як Anime News Network розглядала його у перших томах як сурогат аудиторії, а не як власного персонажа, його історія з інопланетянином-фанатиком гамбургерів вважалася найчарівнішою главою всієї серії через те як вони потоваришували. Також похвали зазнав комічний сценарій, де Лео, Запп і Зед проводять 60 розділів у пошуках безпечного ресторану та зазнають невдачі, цей момент виділяється з написаного Найто. Comic Bastards був розчарований слабкістю Леонардо, особливо порівнюючи з тим, наскільки вражаючими є члени «Лібри» з точки зору бойових дій. MTV Geek порівняв його з типовим головним героєм сьонен-манґи через те, наскільки некомпетентним Вотч був представлений, і через те, як його надприродні здібності проводять паралелі з іншими членами «Лібри». Відзначаючи, що персонажу зазвичай не щастить, The Fandom Post насолоджувався тим, що Вотч все ще може самостійно вирішувати проблеми, коли опиняється на самоті. Otaku USA вважає Леонардо типовим персонажем серій, що мають персонажів з надприродними здібностями.
The Fandom Post критикував роль Леонардо в аніме за те, що він часто потребує допомоги або страждає, але все ж вважає, що завдяки очам персонаж отримує власні привабливі сцени, особливо помітний фінал першого сезону аніме, де він, надихнутий своїм начальником Клаусом та іншими членами «Лібри», поводить себе більш героїчно, рятуючи Вайт та Блека від Короля Відчаю, водночас надаючи головне повідомлення глядачам під час цього протистояння. Anime News Network сподобалася робота режисера аніме Мацумото Ріе через те, що, окрім розширення ролі Леонардо в оповіді, вона також сформувала романтичні стосунки героя з Вайт. На тому ж сайті сказано, що, незважаючи на постійне горе Леонардо через те, що Мішелла втратила зір, аніме надає йому більш оптимістичну особистість та хороші стосунки з Клаусом.Manga.Tokyo більш негативно поставився до персонажа, заявивши, що хоча персонал намагається зробити Лео симпатичним, його постійна потреба в допомозі через його слабкість ускладнює отримання задоволення. Тим не менш, рецензент стверджував, що надприродні очі Леонардо допомагають персонажу виділитися.
Роль Леонардо у продовженні під назвою Blood Blockade Battlefront & Beyond була зустрінута похвалою, особливо його комічний панічний напад від усвідомлення про одруження Мішелли, який змушує його випадково оволодіти розумами цивільних під час шоку. Тим не менш, коли Леонардо зустрівся із сестрою, Manga.Tokyo відмітила, що Леонардо виглядав більш турботливим через його ставлення до неї. Його роль в останній серії другого сезону викликала багато позитивних відгуків, оскільки він бореться за Мішеллу, вперше в житті розвиваючи певну техніку. Anime News Network похвалила те, як Леонардо взаємодіє зі своєю сестрою та намагається самостійно впоратися зі своїм ворогом через загрозу того, що Мішеллу ледь не вб'ють. У більш загальному огляді продовження Manga.Tokyo стверджувала, що, хоча в останньому епізоді вдалося отримати більше інформації про очі персонажа, в історії не було серйозних змін через відсутність надмірної оповіді.

### Популярність
Незважаючи на загальну неоднозначну реакцію, Леонардо був популярним персонажем. У випуску журналу Newtype за лютий 2017 року Леонардо був визнаний другим найкращим чоловічим персонажем аніме після Лелуша Ламперужа з Code Geass. У листопаді того ж року Вотч був також визнаний 15-м найкращим старшим братом в аніме за результатами опитування Anime!Anime. В іншому опитуванні Anime!Anime Леонардо був визнаний третім найкращим персонажем, з тих, кого озвучував Сакаґуті Дайсуке.